# Lijst van beschermd erfgoed in de gemeente Pétange
In deze lijst van beschermd erfgoed in de gemeente Pétange zijn alle geclassificeerde nationale monumenten van de Luxemburgse gemeente Pétange opgenomen.

## Monumenten per plaats

### Lamadelaine
| Object                           | Bouwjaar/architect | Locatie             | Datum beschermd?   | Coördinaten                   | Afbeelding |
| -------------------------------- | ------------------ | ------------------- | ------------------ | ----------------------------- | ---------- |
| Oude molen en omliggende terrein |                    | rue du Vieux-Moulin | 14 april 1986 (IS) | 49° 32' 50" NB, 5° 51' 49" OL |            |

### Pétange
| Object                                              | Bouwjaar/architect | Locatie         | Datum beschermd?      | Coördinaten                   | Afbeelding |
| --------------------------------------------------- | ------------------ | --------------- | --------------------- | ----------------------------- | ---------- |
| Terreinen van de archeologische site Titelberg      |                    | Titelberg       | 18 mei 1982 (MN)      | 49° 32' 15" NB, 5° 51' 45" OL |            |
| Terreinen van de archeologische site Titelberg      |                    | Titelberg       | 28 juli 1989 (MN)     | 49° 32' 15" NB, 5° 51' 45" OL |            |
| Molen                                               |                    | rue de l'Eglise | 11 november 1986 (IS) |                               |            |
| Gebouw «Inspection des Chemins de Fer Prince Henri» |                    |                 | 8 december 1987 (IS)  | 49° 33' 15" NB, 5° 52' 39" OL |            |

### Rodange
| Object | Bouwjaar/architect | Locatie      | Datum beschermd?      | Coördinaten | Afbeelding |
| --- | ------------------ | ------------ | --------------------- | ----------- | ---------- |
| De twee oude mijnlocomotieven LME-2T10-G2 en LME-2C13-K II van het industrieel park en het spoor van Fond de Gras                                                   |                    | Fond-de-Gras | 29 maart 1989 (MN)    |             |            |
| Station te Fond-de-Gras, de spoorlijn Dhoil-Fond de Gras-Fussbôsch, spooraandrijving (mobiele techniek)                                                             |                    | Fond-de-Gras | 6 augustus 1987 (IS)  |             |            |
| De site van de oude mijn «Dhoil» met de oude kleedkamer, het oude station van de kabelbaan, de oude compressor kamer en hoogspanning, het oude gebouw van de breker |                    |              | 21 februari 1989 (IS) |             |            |

## Bron
- Liste des immeubles et objets classés monuments nationaux ou inscrits à l'inventaire supplémentaire